# Duna Televízió (azienda)
Duna Televízió Nonprofit Zrt., nota semplicemente come Duna o Duna TV, è stata un'azienda televisiva ungherese, controllata dal fondo statale MTVA dal 2011, fondata nel 1992 e inglobata nel 2015 in Duna Média.
Ha gestito due emittenti televisive: Duna e Duna World. Dopo esserne stata membro associato, l'azienda è divenuta membro effettivo dell'Unione europea di radiodiffusione (UER) nel 2013.

## Storia
Nei primi anni 1990 fu formulata l'ipotesi di lanciare un'emittente televisiva satellitare in Ungheria rivolta a tutti i magiari, inclusi quelli residenti all'estero. Principale promotore dell'iniziativa fu il poeta Sándor Csoóri, Presidente della Federazione Mondiale degli Ungheresi (MVSZ).
Le prime trasmissioni sperimentali dell'emittente televisiva, denominata provvisoriamente Hungária Televízió, si ebbero nell'ottobre 1992 durante l'esposizione internazionale delle telecomunicazioni Europa Telecom 92, organizzata dall'Unione Internazionale delle Telecomunicazioni a Budapest nel 1992, e proseguirono regolarmente a partire dal 1º novembre. L'emittente televisiva, ribattezzata Duna Televízió (dal nome ungherese del fiume Danubio), iniziò regolarmente le sue trasmissioni il 24 dicembre 1992; durante la messa di mezzanotte papa Giovanni Paolo II salutò gli spettatori della prima trasmissione satellitare ungherese.
Nel 2006 l'azienda ha lanciato il suo secondo canale, denominato Duna II Autonómia (ribattezzato poi in Duna 2 nel 2011 e in Duna World nel 2012), dedicato alle trasmissioni al di fuori dei confini ungheresi.

## Premi e riconoscimenti nazionali e internazionali
- Premio del "Patrimonio Ungherese"
- Prix Camera UNESCO (1999)